# Zbigniew Jędrzejewski
Zbigniew Grzegorz Jędrzejewski (ur. 4 lipca 1958 w Toruniu) – polski prawnik, specjalizujący się w prawie karnym, doktor habilitowany nauk prawnych, profesor nadzwyczajny Uniwersytetu Warszawskiego i dyrektor Instytutu Prawa Karnego Wydziału Prawa i Administracji UW, w latach 2016–2025 sędzia Trybunału Konstytucyjnego.

## Życiorys
W 1982 ukończył studia na Wydziale Prawa i Administracji Uniwersytetu Warszawskiego. 
5 września 1985 został powołany do odbycia przeszkolenia w ramach wojskowego szkolenia studentów, które w ówczesnym stanie prawnym było jedną z form obowiązkowej służby wojskowej. Przeszkolenie odbył w Szkole Podchorążych Rezerwy w Centralnym Ośrodku Szkolenia Wojskowej Służby Wewnętrznej w Mińsku Mazowieckim. Od 3 stycznia 1986 odbywał praktykę w Oddziale WSW w Modlinie na stanowisku podoficera prewencji Delegatury WSW w Górze Kalwarii. Od 1 do 29 lipca 1986 był słuchaczem kursu podchorążych SPR o specjalności kontrwywiadowczej, po którym został skierowany do Oddziału WSW w Kielcach. 27 sierpnia 1986 został przeniesiony do rezerwy w stopniu plutonowego podchorążego rezerwy.
W 1992 na macierzystej uczelni uzyskał stopień naukowy doktora na podstawie napisanej pod kierunkiem Lecha Gardockiego pracy pt. Granice karalności usiłowania a problem nieudolności. Przyczynek do struktury bezprawia. Habilitował się w 2010 również na UW na podstawie dorobku naukowego i rozprawy zatytułowanej Bezprawność jako element przestępności czynu. Studium na temat struktury przestępstwa.
Zawodowo związany z Uniwersytetem Warszawskim, w latach 80. był pełnomocnikiem dziekana WPiA, doszedł na tej uczelni do stanowiska profesora nadzwyczajnego. W latach 2010–2012 pełnił funkcję rzecznika dyscyplinarnego UW do spraw pracowników. W 2012 objął stanowisko dyrektora Instytutu Prawa Karnego. Zatrudniony także w Wyższej Szkole Administracji Publicznej w Ostrołęce na stanowisku profesora nadzwyczajnego, pełnił na tej uczelni funkcję dziekana.
W swojej pracy naukowej zajmuje się przede wszystkim teorią prawa karnego, podstawami odpowiedzialności karnej, teorią i filozofią prawa karnego, jak też teorią przestępstwa.
W 2016 został przez posłów Prawa i Sprawiedliwości zgłoszony jako kandydat na sędziego Trybunału Konstytucyjnego. 14 kwietnia 2016 Sejm RP VIII kadencji wybrał go na to stanowisko. Głosowanie zbojkotowała większość posłów opozycji. W przyjętej uchwale określono początek jego kadencji na 28 kwietnia 2016. Tegoż dnia prezydent Andrzej Duda odebrał od niego ślubowanie. Jego dziewięcioletnia kadencja w TK zakończyła się 28 kwietnia 2025.
22 października 2020 był w składzie orzekającym Trybunału Konstytucyjnego, w którym TK wydał wyrok o niezgodności z Konstytucją Rzeczypospolitej Polskiej wykonywania aborcji z powodu ciężkiego i nieodwracalnego upośledzenia płodu albo nieuleczalnej choroby zagrażającej jego życiu. Wyrok Trybunału został negatywnie oceniony pod względem proceduralnym i merytorycznym przez zespół ekspertów pod przewodnictwem prof. Marka Chmaja i doprowadził do licznych protestów przeciwko zmianie przepisów aborcyjnych na ogólnokrajową skalę.
Odznaczony Złotym Medalem za Długoletnią Służbę.

## Wybrane publikacje
- Bezprawie usiłowania nieudolnego, Liber, 2000.
- Bezprawność jako element przestępności czynu. Studium na temat struktury przestępstwa, Wolters Kluwer, Warszawa 2009.
- System prawa karnego. Nauka o przestępstwie. Wyłączenie i ograniczenie odpowiedzialności karnej. Tom 4 (współautor), C.H. Beck, Warszawa 2013.
- System prawa karnego. Przestępstwa przeciwko państwu i dobrom zbiorowym. Tom 8 (współautor), C.H. Beck, Warszawa 2013.